# Albert Lavens
 (mai 2020).
Si vous disposez d'ouvrages ou d'articles de référence ou si vous connaissez des sites web de qualité traitant du thème abordé ici, merci de compléter l'article en donnant les références utiles à sa vérifiabilité et en les liant à la section « Notes et références ».
Albert Lavens, né le 15 novembre 1920 à Otegem et mort le 5 août 1993 à Courtrai, est un homme politique belge social-démocrate, membre du Christelijke Volkspartij (CVP). Il a été ministre de l'Agriculture dans dix gouvernements entre 1973 et 1981, compétence joint aux Classes moyennes entre 1978 et 1980.

## Biographie
Albert Lavens grandit dans une famille d'agriculteurs catholiques. Il étudie l'économie à l'Université catholique de Louvain. Il est dirigeant régional de la Katholieke Studentenactie (nl) de 1937 à 1938. Entre 1942 et 1944, il enseigne au Heilig-Hartcollege de Waregem. Après la Seconde Guerre mondiale, il devient professeur à l'institut de formation des chefs d'entreprise et des PME. 
Il est également directeur provincial de la Verbond van Katholieke Werkgevers (nl) de Flandre occidentale de 1946 à 1972, directeur général de l'ASBL Sociaal Hulpbetoon (caisse d'indemnisation, statut d'indépendant) de 1952 à 1984 et membre du conseil d'administration de la Nationaal Christelijk Middenstandsverbond (NCMV) de 1948 à 1958 et de 1971 à 1983.

## Carrière politique
Albert Lavens se retrouva au Parti social-chrétien, encore unitaire, via le NCMV. De 1958 à 1968, il est député à la Chambre des représentants, élu dans l'arrondissement de Courtrai pour ce parti. De 1971 à 1983, il est Sénat, élu directement dans l'arrondissement de Courtrai-Ypres. Il préside le Comité des travaux publics, de l'aménagement du territoire et du logement de 1977 à 1979 et préside le Comité du commerce extérieur de 1981 à 1983.
En 1973, il entre dans le premier gouvernement d'Edmond Leburton, en tant que ministre de l'Agriculture, poste qu'il occupera dans les deux gouvernements de Leburton, puis dans les trois premiers gouvernements de Leo Tindemans, jusqu'en 1977. En 1979, il redevient ministre de l'Agriculture dans le Gouvernement Martens I mais hérite aussi des Classes moyennes. Il est reconduit au même poste dans les gouvernements suivants mais perd les classes moyennes dans le Gouvernement Martens IV. Il est une dernière fois ministre de l'Agriculture dans le Gouvernement Mark Eyskens en 1981.
De décembre 1971 à octobre 1980, en raison du double mandat alors en vigueur, il siège également au Conseil de la culture de la Communauté culturelle néerlandaise, qui a été installé le 7 décembre 1971. Du 21 octobre 1980 au 1er mars 1983, il est membre du Conseil flamand, successeur du Conseil de la culture et prédécesseur de l'actuel Parlement flamand. En 1983, il fait ses adieux à la politique et devient sénateur honoraire.

## Publication
- De administratieve organisatie van de sociale zekerheid, Bruxelles, CEPESS-documenten, 1967.